# Římskokatolická farnost Choustník
Římskokatolická farnost Choustník je územním společenstvím římských katolíků v rámci táborského vikariátu českobudějovické diecéze.

## O farnosti

### Historie
Vesnice pod hradem Choustníkem, jménem Choustnice, je poprvé připomínána v roce 1352. Roku 1359 byla ve vsi zřízena plebánie. Tehdy byl také vystavěn farní kostel. Za husitských válek byli na choustnickém hradě vězněni husitští kazatelé. Tehdy byl husity kostel vypálen, poté byl jen provizorně opraven. V letech 1673–1687 dal Jan Špork kostel barokně přestavět. Choustník byl do roku 1790 střediskem samostatného vikariátu.

#### Přehled duchovních správců
- 1813–1840 R.D. Karel Halík (farář)
- 1864-1886 R.D. Damián Šimůnek (farář)
- 1901–1927 R.D. František Bečvář (farář)
- do 30. června 2014 R.D. Mgr. Petr Plašil (administrátor ex currendo)
- 2014 (červenec–srpen) R.D. Mgr. Pavel Berkovský (administrátor)
- 2014–2017 R.D. Mgr. Jan Hamberger (administrátor ex currendo ze Soběslavi)
  - 2014–2018 R.D. Mgr. Pavel Berkovský (výpomocný duchovní)
- od r. 2017 D. Mgr. Augustin Ján Grambál, O.Praem (administrátot ex currendo z Černovic)

### Současnost
Farnost Choustník je součástí kollatury farnosti Černovice, odkud je vykonávána její duchovní správa.
| Kostel                        | Místo     | Bohoslužba    | Bohoslužba  | Poznámka        |
| ----------------------------- | --------- | ------------- | ----------- | --------------- |
| Kostel Navštívení Panny Marie | Choustník | neděle středa | 11.00 16.00 | farní kostel    |
| Kostel sv. Kateřiny           | Mlýny     | neslouží se   | neslouží se | filiální kostel |